# Anita DeFrantz
Anita Lucette DeFrantz (Filadelfia, 4 ottobre 1952) è una dirigente sportiva ed ex canottiera statunitense.

## Carriera
Tesserata per il Vesper Boat Club di Filadelfia, era capitano dell'Otto statunitense che vinse il bronzo olimpico a Montréal 1976.
Ai campionati mondiali di canottaggio ha raggiunto per quattro volte la finale, vincendo un argento nel 1978.
Si era qualificata anche per le olimpiadi di Mosca 1980, ma non vi poté prendere parte a causa del boicottaggio statunitense.
Dopo il ritiro ha ricoperto diversi ruoli in seno al Comitato Olimpico Internazionale e a quello statunitense ed alla Federazione Internazionale Canottaggio. Tra i più rilevanti: nel 1981 fu nominata vicepresidente del comitato organizzatore di Los Angeles 1984 (fu parte del consiglio di amministrazione anche per Atlanta 1996 e Salt Lake City 2002); tra il 1995 e il 2014 è stata presidente dell'IOC Women in Sport Commission, di cui è divenuta successivamente membro onorario; tra il 1993 ed il 2013 fu vicepresidente FISA; tra il 1997 ed il 2001 fu la prima donna vicepresidente del Consiglio Esecutivo, facendovi ritorno nel 2013, e venendo rieletta vicepresidente nel 2017; è stata direttrice del campionato mondiale femminile di calcio 1999.

## Palmarès
- Giochi olimpici

Montréal 1976: bronzo nell'otto.
- Campionati del mondo di canottaggio

Cambridge 1978: argento nel quattro con.

## Riconoscimenti
Nel 1980 è stata insignita del collare di bronzo dell'ordine olimpico.